# Demokratiska republiken Georgien
Demokratiska republiken Georgien (DRG, georgiska: საქართველოს დემოკრატიული რესპუბლიკა, Sakartvelos Demokratiuli Respublika) var det första moderna upprättandet av en republik i Georgien som varade mellan år 1918 och 1921.
DRG skapades efter Tsarrysslands kollaps, som inleddes med den ryska revolutionen 1917. Republiken hade gränser till folkrepubliken Kuban och bergsrepubliken norra Kaukasus i norr, ottomanska riket och demokratiska republiken Armenien i söder, och demokratiska republiken Azerbajdzjan i sydost. Landet hade en landyta på omkring 107,600 km² (jämfört med dagens Georgiens yta på 69,700 km²) och ett invånarantal på ca. 2,5 miljoner. 
Republikens huvudstad var Tbilisi och språket var georgiska. Efter uppbrotten från den Transkaukasiska demokratiska federativa republiken 1918 styrdes landet av det socialdemokratiska Mensjevikpartiet. Sedan landet utsattes för permanenta interna och externa problem kunde den unga nationen inte stå emot Ryska SFSRs röda arméns invasion, och republiken kollapsade mellan februari och mars 1921 till att bli Georgiska SSR.